# Електротехніка

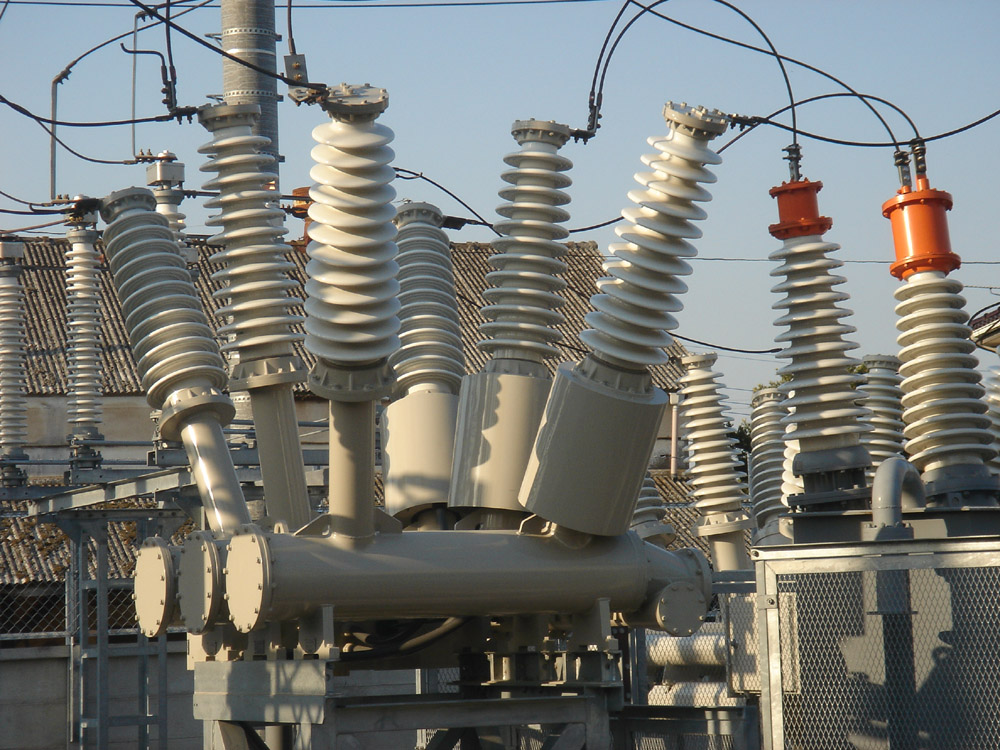
Деякі інженери-електрики проєктують складні енергосистеми на макроскопічному рівні.

Електроте́хніка (англ. electrical engineering, нім. Elekrotechnik) — галузь науки і техніки, пов'язана із застосуванням електричних і магнітних явищ для перетворення енергії, добування і зміни складу речовин, виробництва та обробки матеріалів; галузь, що охоплює питання отримання (виробництва), розподілу, перетворення і споживання електроенергії.

## Вступ
Електротехніка — професійна інженерна дисципліна, яка зазвичай переймається вивченням і застосуванням електрики, електроніки та електромагнетизму. З плином часу засоби мовлення та запису звуку, зробили електроніку частиною повсякденного життя. Винахід транзистора, а згодом і інтегральної схеми, знизили вартість електроніки до такої міри, що стало можливим використовувати їх майже у будь-якому побутовому приладі.
У 2000 роках електротехніка розділилась на низку галузей: електроніку, цифрові комп'ютери, обчислювальну техніку, енергетику, телекомунікації, системи керування, радіочастотну техніку, обробку сигналів, приладобудування та мікроелектроніку. Багато з цих дисциплін перетинаються з іншими галузями машинобудування, які охоплюють величезну кількість спеціалізацій, як-от апаратне забезпечення, силова електроніка, електромагнетизм і хвилі, мікрохвильова інженерія, нанотехнології, електрохімія, поновлювані джерела енергії, мехатроніка, електротехнічне матеріалознавство та багато іншого.
Інженери-електрики у постіндустріальних країнах зазвичай, мають науковий ступінь з електротехніки або електроніки. Інженери-електрики працюють у дуже різних галузях промисловості, а потрібні їм навички також є відмінними. Вони простягаються від основоположної теорії електричних кіл до управлінських навичок, потрібних керівнику проєкту. Знаряддя й обладнання, яких потребуватиме окремий інженер, можуть змінюватися від простого вольтметра до високопродуктивного аналізатора, та складного програмного забезпечення для проєктування й виробництва.

## Історія розвитку

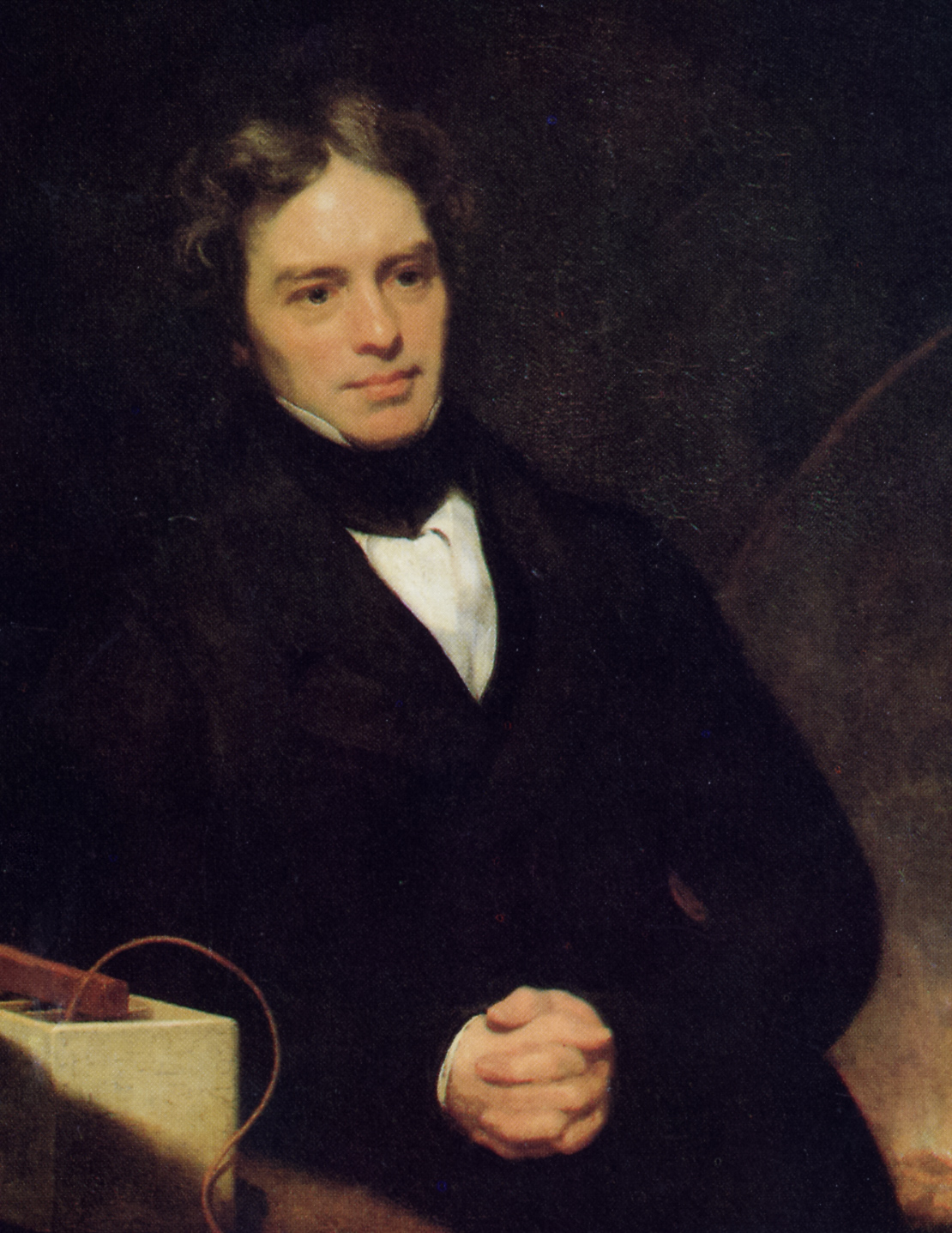
Майкл Фарадей, художник Томас Філіпс. 1841—1842

Електротехніка як наука утворилась в кінці XIX ст. після переходу телеграфу і електропостачання на комерційну основу. Сьогодні (2000-і) вона має багато підрозділів: енергетику, електроніку, системи контролю і керування, обробку сигналів і телекомунікації. У деяких країнах розділяють електротехніку та електроніку, вважаючи, що перша має справу лише з великими електросистемами (наприклад, з передаванням електроенергії і системами керування електродвигунами), а остання — з електронними мікросистемами (наприклад, з комп'ютерами і інтегральними схемами). Іншими словами, електротехніка пов'язана з передаванням електроенергії, а електроніка — з передаванням даних, інформації.

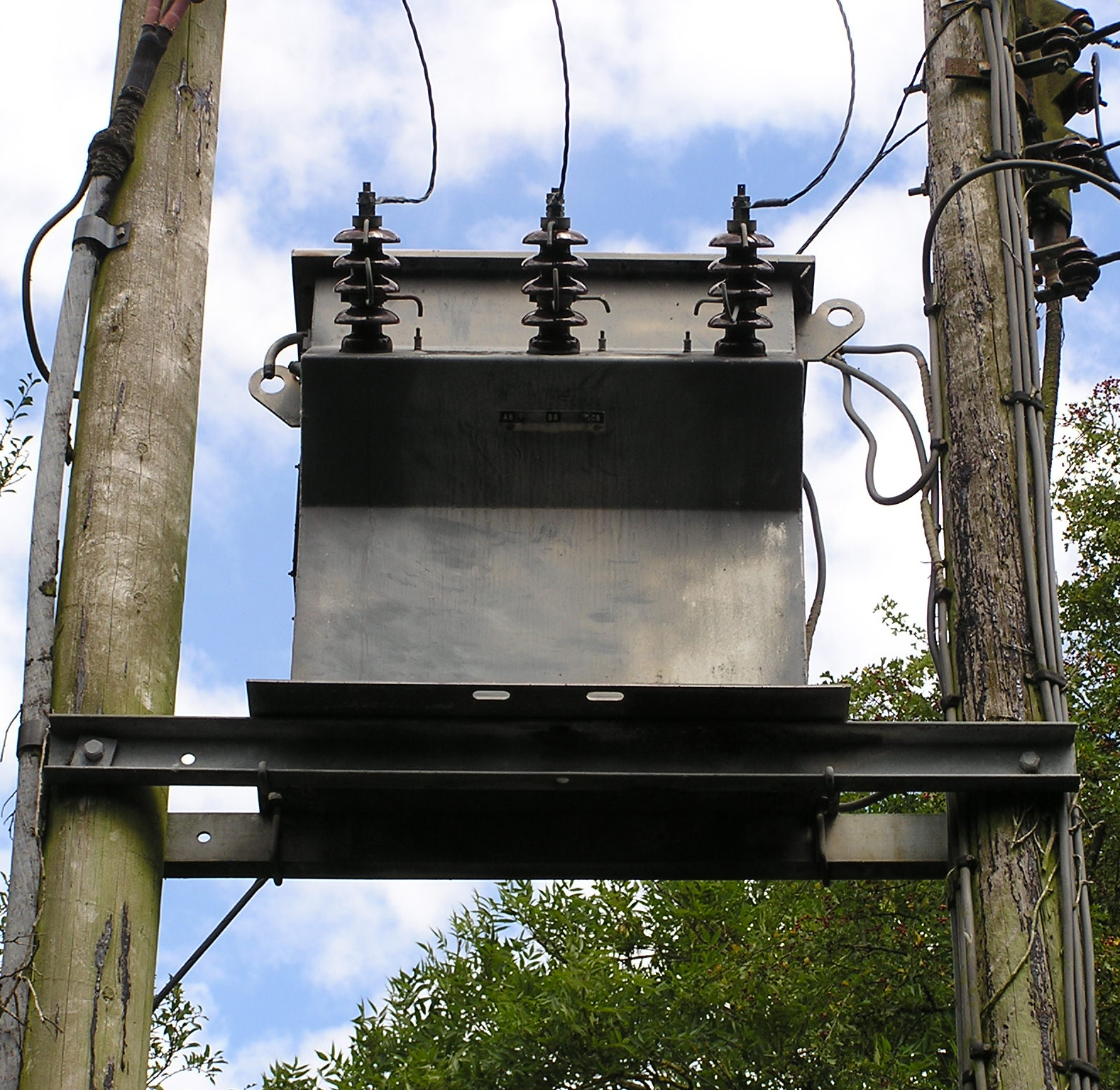
Трансформатор — один з основних складників електричних ліній

Електрика стала предметом наукових досліджень, принаймні, з початку XVII століття. Першим інженером-електротехніком вважається Вільям Гілберт, який винайшов версоріум — прилад, який визначав наявність статичної електрики на предметах. Водночас, він був першим, хто зміг провести чітку межу між магнетизмом і статичною електрикою та дати визначення електриці. Однак лише в XIX столітті науковці стали діяльно досліджувати електрику і явища, пов'язані з нею. Провідними вченими в цьому напрямі були Георг Ом, який 1827 року розрахував залежність між електричним струмом і напругою в провіднику, Майкл Фарадей, що відкрив явище електромагнітної індукції 1831 року, і Джеймс Клерк Максвелл, котрий оприлюднив 1873 року «Трактат про електрику і магнетизм», де виклав власну електромагнітну теорію світла.
В той час, науку про електрику і електричні явища розглядали як підрозділ фізики. Лише в кінці XIX століття університети стали видавати дипломи зі спеціальності — електротехніка. Перша кафедра і факультет електротехніки були відкриті в Дармштадському Університеті Технології 1882 року. А 1883 року, цей університет спільно з Корнелльським Університетом вперше у світі ввів курс з електротехніки. Вже 1885 року коледж при Лондонському Університеті відкрив першу кафедру електротехніки у Великої Британії. Згодом 1886 року в Університеті Міссурі також було засновано перший в США факультет електротехніки.

Тоді дослідження в області електротехніки, здійснювали багато вчених. 1882 року, Томас Едісон ввів у дію першу в світі розгалужену електромережу, яка постачала електроенергію (а саме постійний струм з напругою 110 В) 59 споживачам в Нижньому Мангеттені, одному із районів Нью-Йорка.

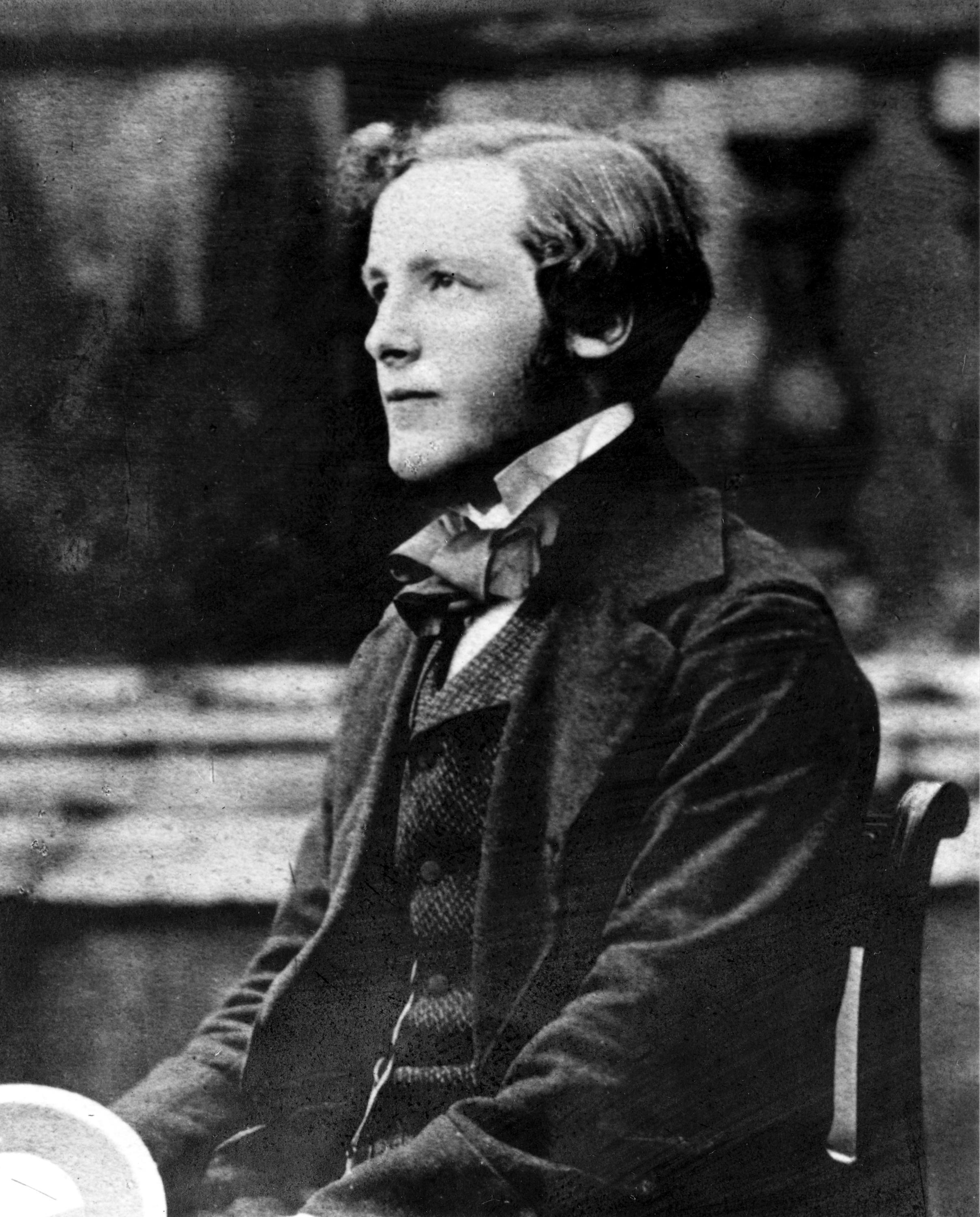
Молодий Максвелл з «диском Максвелла»

1887 року, Нікола Тесла оформив низку патентів, що мали відношення до нового виду розподілу електроенергії, відомого як система змінного струму. Після цього між Теслою і Едісоном почався проміжок жорсткої конкурентної боротьби, відомої в Америці під назвою «Війна струмів». Тесла переміг, тож змінний струм поступово витіснив постійний струм із галузі виробництва та розподілу електроенергії, значно підвищив безпечність і ефективність електроенергії та розширив межі її застосування. Тесла також зробив можливим передавання електричного струму на далекі відстані.
Обидва винахідники, і Едісон, і Тесла, дали потужний поштовх розвитку електротехніки. Роботи Тесли над двофазними асинхронними двигунами і електродвигуном багатофазного струму, залишили значний слід в галузі електротехніки. А Едісон, завдяки власній роботі над телеграфією і розробці біржового телеграфного апарата, натомість заснував квітучу компанію — Дженерал Електрик. Що б там не було, але на кінець 19 століття в електротехніці стали з'являтись і інші значні особистості.
Винайденню радіо і електроніки, сприяло багато видатних розробників і винахідників. Поглиблене вивчення надвисоких частот, дозволило Генріху Герцу 1888 року, дослідно відкрити за допомогою електрообладнання, існування електромагнітних радіохвиль. 1895 року Нікола Тесла зміг визначити радіосигнал, переданий із його нью-йоркської лабораторії у військовому училищі Вест-Пойнт (відстань приблизно 80,5 км). Карл Фердинанд Браун 1897 року запропонував використати електронно-променеву трубку в осцилоскопах, що поклало початок розвитку телевізійних технологій. Джон Амброз Флемінг винайшов першу радіолампу, або електровакуумний діод, 1904 року. Два роки потому, Роберт фон Лібен (Німеччина) і Лі де Форест (США) незалежно один від одного, винайшли підсилювальну лампу, або електровакуумний тріод. В 1920 році Альберт Галл відкрив магнетрон, що своєю чергою привело до винайдення Персі Спенсером 1946 року мікрохвильової печі. 1934 року, британські військові дослідники, під керівництвом доктора Уімперіса почали успішну розробку першого радара (який також використовував магнетрони). Роботу було завершено в серпні 1936 року, будівництвом в Боудсі першої радіолокаційної станції.

### Початок 20 ст
Впродовж розвитку радіо, багато розробників і винахідників здійснили власний внесок у радіотехніку та електроніку. Математична робота Джеймса Клерка Максвелла протягом 1850-х років, показала зв'язок між різними формами електромагнітного випромінювання, зокрема можливість невидимих повітряних хвиль (пізніше названих «радіохвилями»). У власних класичних фізичних дослідах 1888 року, Генріх Герц довів теорію Максвелла, передавши радіохвилі за допомогою передавача з іскровим розрядником, і виявив їх за допомогою простих електричних пристроїв. Інші фізики досліджували ці нові хвилі і під час цього, розробили пристрої для їх передавання та виявлення. 1895 року Гульєльмо Марконі розпочав роботу над пристосуванням відомих способів передавання та виявлення цих «хвиль Герца», до спеціально розробленої комерційної бездротової телеграфної системи. На початку, він посилав бездротові сигнали на відстань у півтори милі. У грудні 1901 року він передав бездротові хвилі, на які не вплинула кривина Землі. Згодом Марконі відправив бездротові сигнали через Атлантику між Полду, Корнуолл, і Сент-Джонсом, Ньюфаундленд, на відстань 2100 миль (3400 км). Зв'язок міліметрових хвиль вперше дослідив Джагдіш Чандра Бос протягом 1894—1896 років, коли він досяг надзвичайно високої частоти до 60 ГГц у власних дослідах. Він також представив використання напівпровідникових переходів для виявлення радіохвиль, коли запатентував радіо-кристалічний детектор 1901 року. 1941 року, Конрад Цузе представив Z3, перший у світі цілком працездатний і програмований комп'ютер з використанням електромеханічних частин. 1943 року, Томас Флаверс розробив і побудував Colossus, перший у світі цілковито працездатний, електронний, цифровий і програмований комп'ютер. 1946 року з'явився ENIAC (електронний числовий інтегратор і комп'ютер) Джона Преспера Екерта та Джона Моклі, що поклало початок комп'ютерній ері. Арифметична продуктивність цих машин дозволила інженерам розробити безперечно новітні технології та досягти нових вершин. 1948 року Клод Шеннон поширює «Математичну теорію комунікації», яка математично описує передавання даних з невизначеністю (електричний шум/завади).

## Енергетика
Енергетика (англ. energy industry) — сукупність галузей господарства, що вивчають і використовують природні енергетичні запаси та можливості, задля виробництва, перетворення, передавання і розподілу енергії.
Більш розлого, енергетика переймається не лише виробництвом, передаванням та розподілом електроенергії, а також проєктуванням широкого переліку відповідних пристроїв та засобів. Їх стосуються трансформатори, електричні генератори, електродвигуни, техніка високої напруги (зокрема комутаційні пристрої), електромережі та силова електроніка. У багатьох регіонах світу уряди утримують лінії електропередавання, які вкупі називаються електромережею, що з'єднує різноманітні генератори зі споживачами виробленої ними енергії. Користувачі купують електричну енергію з мережі, уникаючи дорогої та марудної роботи, пов'язаної з власним виробництвом. Інженери-енергетики можуть працювати над прокладанням та обслуговуванням електромережі, а також енергетичних систем, які до неї приєднуються. Такі системи називаються мережевими енергосистемами, і вони здатні постачати до мережі додаткову потужність, отримувати електроенергію з мережі або робити те й інше разом. Енергетики також можуть працювати в системах, які не приєднуються до мережі, та котрі називаються автономними\відокремленими системами живлення (газотурбінні електростанції, вітрові електростанції, тощо), що в деяких випадках є кращим вибором, ніж мережеві системи. Майбутнє передбачає системи живлення, керовані супутником, із зворотним зв'язком у режимі дійсного часу, для запобігання стрибкам напруги та раптовим вимкненням.

## Електроніка
Електро́ніка (віл грец. Ηλεκτρόνιο — електрон) — наука про взаємодію електронів з електромагнітними полями і про способи створення електронних приладів і пристроїв, в яких ця взаємодія використовується для перетворення електромагнітної енергії, переважно для передавання, обробки і зберігання інформації.
Також електроніка — це галузь фізики та техніки, в якій досліджуються електронні процеси, котрі пов'язані з утворенням і керуванням рухом вільних електронів та/або інших заряджених частинок в різноманітних середовищах (вакуум, тверде тіло, газ, плазма) і на їхніх межах, а також питання та способи розробки електронних приладів різного призначення.

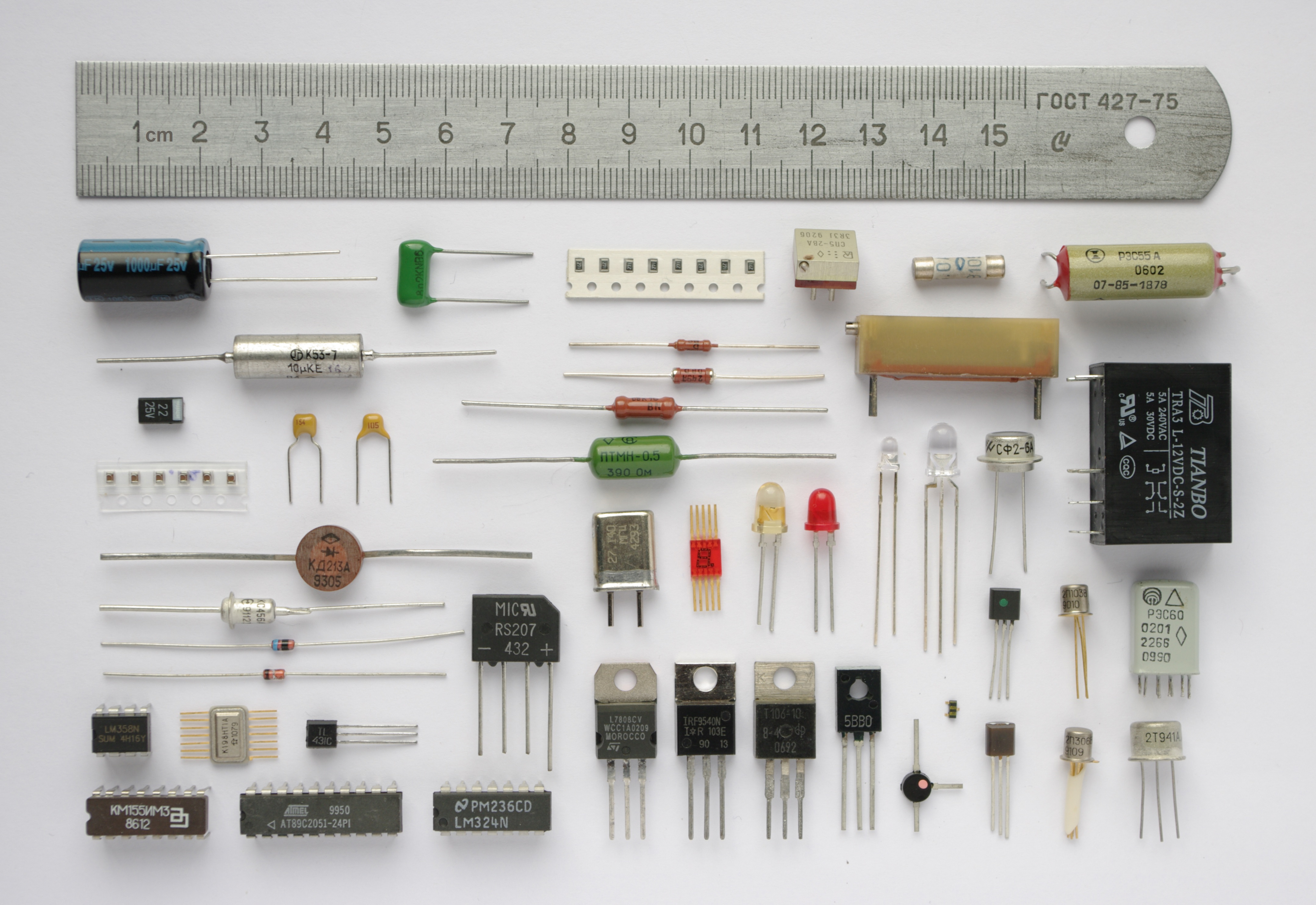
Електронні складники

Електронна інженерія також передбачає проєктування та випробування електронних схем, які використовують властивості складників, як-от резистори, конденсатори, котушки індуктивності, діоди та транзистори для досягнення певної працездатності. Налаштована схема, яка дозволяє користувачеві радіо відфільтрувати всі станції, крім однієї, є лише одним із прикладів такої схеми. Ще одним прикладом для дослідження, є пневматичний утворювач звукового сигналу.
До Другої світової війни предмет був широко відомий як радіотехніка і він здебільшого, обмежувався питаннями зв'язку та радарів, комерційного радіо й раннього телебачення. Згодом, у післявоєнні роки, коли почали розробляти споживчі пристрої, галузь розширилася й охопила сучасне телебачення, аудіосистеми, комп'ютери та мікропроцесори. У середині-кінці 1950-х років термін радіотехніка, поволі поступився місцем назві електронна техніка.
До винаходу інтегральної схеми 1959 року, електронні схеми складалися з окремих компонентів (як тоді казали радіодеталей), якими могли орудувати люди (запаювати/випаювати, встромляти/виймати). Ці збирані схеми, забирали багато місця, споживали значну кількість електричної енергії та мали обмежену швидкість, хоча й вони все ще поширені в деяких застосунках (наприклад ретро-пристроях). Натомість, інтегральні схеми містять велику кількість — часто мільйони — крихітних електронних складників, переважно транзисторів, у маленькій мікросхемі розміром із монету. Це дозволило створити потужні комп'ютери та інші електронні пристрої, які можна побачити сьогодні (2020-і).

### Мікроелектроніка та наноелектроніка
Основні статті: Мікроелектроніка, Нанотехнології
Мікроелектронна інженерія здійснює розробку та виготовлення дуже маленьких електронних пристроїв для використання в інтегральній схемі або іноді для застосування самостійно як загального електронного компонента. Найпоширенішими мікроелектронними складниками є напівпровідникові транзистори, хоча всі основні електронні компоненти (резистори, конденсатори тощо) також можуть бути створені на мікроскопічному рівні.
Наноелектроніка — це подальше зменшення пристроїв до нанометрового рівня. Сучасні мікроелектронні вироби вже працюють у нанометрових розмірах, де обробка нижче 100 нм є звичайною, приблизно з 2002 року.
Мікроелектронні складники створюються шляхом хімічного виготовлення пластин напівпровідників, як-от кремній (на вищих частотах, складаних напівпровідників, наприклад арсенід галію та фосфід індію), щоб отримати бажане передавання електронного заряду та керування струмом. Галузь мікроелектроніки охоплює значну кількість розділів хімії та матеріалознавства й вимагає від інженера-електронника, який працює в цій галузі, мати дуже хороші прикладні знання властивостей квантової механіки.